# ویکتور آرمنیزه
ویکتور آرمنیزه (ایتالیایی: Victor Arménise؛ ۴ ژانویه ۱۸۹۶ – زمان مرگ نامشخص) فیلم‌بردار اهل ایتالیا بود.
از فیلم‌هایی که وی در آن‌ها نقش داشته‌است، می‌توان به سامسون، عذاب عشق، کشتی در معرض خطر غرق‌شدگی و مسالینا اشاره نمود.